# Spišská Kapitula
Spišská Kapitula (în germană Zipser Kapitel, în maghiară Szepeshely sau Szepesi Káptalan, în traducere „Capitlul Țipțer”, în latină Capitulum Scepusiense) a fost centrul ecleziastic al comitatului Szepes (din regiunea istorică Zips, astăzi Spiš) din Ungaria Superioară, Regatul Ungariei, în prezent în Spišské Podhradie, regiunea Prešov, districtul Levoča, Slovacia. Catedrala și fostele locuințe ale preoților au fost înscrise în anul 1993 în lista patrimoniului mondial UNESCO. Catedrala se află în vecinătatea Cetății Zips (Zipser Burg).

## Istoric
Prepozitura Sfântul Martin, cu sediul aici, a fost înființată în anul 1198, ca jurisdicție bisericească exemptă (autonomă). În anul 1458, după mai multe conflicte cu Arhidieceza de Esztergom-Budapesta (sau de Strigoniu/Strigonium), papa Pius al II-lea a confirmat drepturile exclusive ale prepoziturii asupra locuitorilor din comitatul Szepes (Komitat Zips).
În anul 1776 prepozitura a fost ridicată la rangul de dieceză.
În anul 1950 seminarul teologic care a funcționat pe lângă biserică a fost desființat, în clădirea seminarului fiind mutată poliția, iar în celelalte clădiri arhiva poliției.
După 1990 clădirile au fost restituite, iar din 2000 funcționează în ele o secție a Universității Catolice din Ružomberok⁠(fr)[traduceți].